# Fantu Worku
Fantu Worku Taye (* 29. März 1999) ist eine äthiopische Mittel- und Langstreckenläuferin.

## Sportliche Laufbahn
Erste internationale Erfahrungen sammelte Fantu Worku bei den Afrikameisterschaften 2016 in Durban, bei denen sie in 4:05,84 min den vierten Platz im 1500-Meter-Lauf belegte. Anschließend gewann sie bei den U20-Weltmeisterschaften in Bydgoszcz in 4:08,43 min die Silbermedaille hinter ihrer Landsfrau Adanech Anbesa. Im Jahr darauf gewann sie in 4:30,76 min die Silbermedaille bei den Juniorenafrikameisterschaften in Tlemcen und qualifizierte sich auch für die Weltmeisterschaften in London, bei denen sie mit 4:05,81 min in der ersten Runde ausschied. 2018 nahm sie im 3000-Meter-Lauf an den Hallenweltmeisterschaften in Birmingham teil und wurde dort in 8:50,54 min Sechste. Bei den Crosslauf-Weltmeisterschaften 2019 in Aarhus siegte sie in 25:49 min mit der gemischten Staffel. Über 5000 Meter nahm sie im Oktober an den Weltmeisterschaften in Doha teil und belegte dort mit 14:40,47 min im Finale den sechsten Platz. 2021 wurde sie mit 14:26,80 min Zweite über 5000 m bei den Bislett Games in Oslo.
2017 wurde Worku äthiopische Meisterin im 1500-Meter-Lauf sowie 2019 über 5000 Meter.

## Persönliche Bestzeiten
- 1500 Meter: 4:05,81 min, 4. August 2017 in London
  - 1500 Meter (Halle): 4:06,39 min, 4. Februar 2020 in Düsseldorf
- 3000 Meter: 8:30,76 min, 28. August 2021 in Paris
  - 3000 Meter (Halle): 8:37,58 min, 31. Januar 2020 in Karlsruhe
- 5000 Meter: 14:26,80 min, 1. Juli 2021 in Oslo